# Peter Davenport
Pour les articles homonymes, voir Davenport.
Peter Davenport, né le 24 mars 1961 à Birkenhead (Angleterre), est un footballeur anglais, qui évoluait au poste d'attaquant à Nottingham Forest et en équipe d'Angleterre.
Davenport n'a marqué aucun but lors de son unique sélection avec l'équipe d'Angleterre en 1985.

## Carrière de joueur
- 1981-1986 : Nottingham Forest
- 1986-1988 : Manchester United
- 1988-1990 : Middlesbrough
- 1990-1993 : Sunderland
- 1993-1994 : Airdrie
- 1994-1995 : Saint Johnstone
- 1994-1995 : Stockport County
- 1995-1997 : Southport
- 1997-1999 : Macclesfield Town  [1]

## Palmarès

### En équipe nationale
- 1 sélection et 0 but avec l'équipe d'Angleterre en 1985.

### Avec Middlesbrough
- Finaliste de la Full Members Cup en 1990.

### Avec Sunderland
- Finaliste de la Coupe d'Angleterre de football en 1992

## Carrière d'entraîneur
- 1997 : Southport  (Intérim)
- 2000 :  Irlande du Nord
- 2001-2005 : Bangor City
- 2006-2007 : Colwyn Bay
- 2007-2008 : Southport